# Bruno Cortez
Bruno Cortês Barbosa (znan kot Bruno Cortez), brazilski nogometaš, * 11. marec 1987, Rio de Janeiro, Brazilija.
Za brazilsko reprezentanco je odigral eno uradno tekmo.